# Medalhistas olímpicos do hóquei sobre grama
O hóquei sobre a grama é um esporte coletivo disputado em Jogos Olímpicos desde 1908, com o torneio masculino. O feminino foi introduzido em 1980. Estes são os medalhistas olímpicos do esporte:

## Masculino

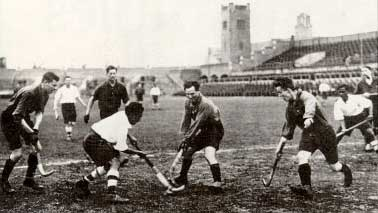
Equipe indiana, campeã em 1928.

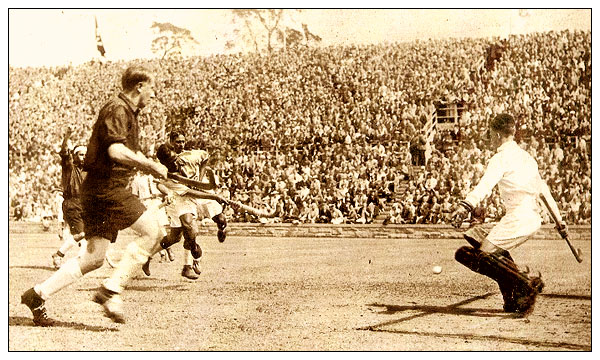
Equipe indiana bicampeã em 1932.

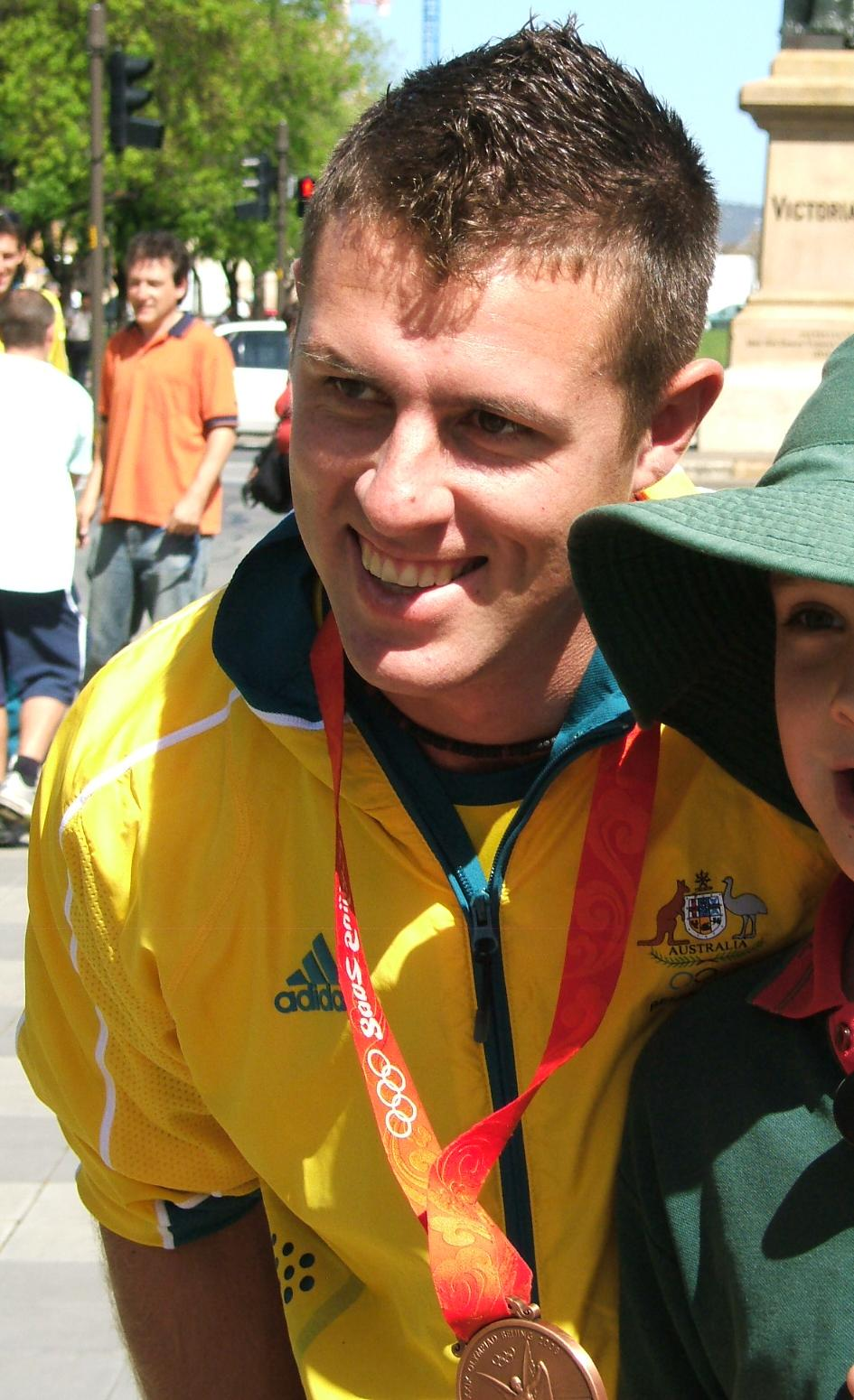
Grant Schubert, australiano campeão olímpico em 2008.

| Evento                           | Ouro | Prata | Bronze |
| -------------------------------- | --- | --- | --- |
| Londres 1908 (detalhes)          | GBR Grã-Bretanha (Inglaterra) Louis Baillon Harry Freeman Eric Green Gerald Logan Alan Noble Edgar Page Reggie Pridmore Percy Rees John Yate Robinson Stanley Shoveller Harvey Wood | GBR Grã-Bretanha (Irlanda) Edward Allman-Smith Henry Brown Walter Campbell William Graham Richard Gregg Edward Holmes Robert Kennedy Henry Murphy Walter Peterson Charles Power Frank Robinson | GBR Grã-Bretanha (Escócia) Alexander Burt John Burt Alastair Denniston Charles Foulkes Hew Fraser James Harper-Orr Ivan Laing Hugh Neilson William Orchardson Norman Stevenson Hugh WalkerGBR Grã-Bretanha (País de Gales) Frederick Connah Llewellyn Evans Arthur Law Richard Lyne Wilfred Pallott Frederick Phillips Edward Richards Charles Shephard Bertrand Turnbull Philip Turnbull James Williams |
| Antuérpia 1920 (detalhes)        | GBR Grã-Bretanha Charles Atkin John Bennett Colin Campbell Harold Cassels Harold Cooke Eric Crockford Reginald Crummack Harry Haslam Arthur Leighton Charles Marcon John McBryan George McGrath Stanley Shoveller William Smith Cyril Wilkinson                                                                             | DEN Dinamarca Hans Bjerrum Ejvind Blach Niels Blach Steen Due Thorvald Eigenbrod Frands Faber Hans Jørgen Hansen Hans Herlak Henning Holst Erik Husted Paul Metz Andreas Rasmussen | BEL Bélgica André Becquet Pierre Chibert Raoul Daufresne de la Chevalerie Fernand de Montigny Charles Delelienne Louis Diercxsens Robert Gevers Adolphe Goemaere Charles Gniette Raymond Keppens René Strauwen Pierre Valcke Maurice van den Bemden Jean van Nerom |
| Amsterdã 1928 (detalhes)         | IND Índia Richard Allen Leslie Hammond Michael Rocque Sayed Yusuf Eric Pinniger Rex Norris Willie Goodsir-Cullen Frederic Seaman Dhyan Chand George Marthins Maurice Gateley Jaipal Singh Shaukat Ali Feroze Khan | NED Países Baixos Adriaan Katte Rein de Waal Ab Tresling Jan Ankerman Emile Duson Jan Brand August Kop Gerrit Jannink Paul van de Rovaart Robert van der Veen Haas Visser't Hooft | GER Alemanha Georg Brunner Heinz Wöltje Werner Proft Erich Zander Theo Haag Werner Freyberg Herbert Kemmer Herbert Hobein Benno Boche Herbert Müller Fritz Horn Erwin Franzkowiak Hans Haußmann Karl-Heinz Irmer Aribert Heymann Kurt Haverbeck Rolf Wollner Gerd Strantzen Heinz Förstendorf |
| Los Angeles 1932 (detalhes)      | IND Índia Richard Allen Muhammad Aslam Lal Bokhari Frank Brewin Richard Carr Dhyan Chand Leslie Hammond Arthur Hind Sayed Jaffar Masud Minhas Broome Pinniger Gurmit Singh Kullar Roop Singh William Sullivan Carlyle Tapsell                                                                                               | JPN Japão Shunkichi Hamada Junzo Inohara Sadayoshi Kobayashi Haruhiko Kon Kenichi Konishi Hiroshi Nagata Eiichi Nakamura Yoshio Sakai Katsumi Shibata Akio Sohda Toshio Usami | USA Estados Unidos William Boddington Harold Brewster Roy Coffin Amos Deacon Horace Disston Samuel Ewing James Gentle Henry Greer Lawrence Knapp David McMullin Leonard O'Brien Charles Sheaffer Frederick Wolters |
| Berlim 1936 (detalhes)           | IND Índia Richard Allen Dhyan Chand Ali Dara Lionel Emmett Peter Fernandes Joseph Galibardy Earnest Goodsir-Cullen Mohammed Hussain Sayed Jaffar Ahmed Khan Ahsan Khan Mirza Masood Cyril Michie Baboo Nimal Joseph Phillips Shabban Shahab-ud-Din Garewal Singh Roop Singh Carlyle Tapsell                                 | GER Alemanha Hermann auf der Heide Ludwig Beisiegel Erich Cuntz Karl Dröse Alfred Gerdes Werner Hamel Harald Huffmann Erwin Keller Herbert Kemmer Werner Kubitzki Paul Mehlitz Karl Menke Fritz Messner Detlef Okrent Heinrich Peter Heinz Raack Carl Ruck Hans Scherbart Heinz Schmalix Tito Warnholtz Kurt Weiß Erich Zander | NED Países Baixos Henk de Looper Jan de Looper Aat de Roos Rein de Waal Piet Gunning Inge Heybroek Hans Schnitger René Sparenberg Ernst van den Berg Ru van der Haar Tonny van Lierop Max Westerkamp |
| Londres 1948 (detalhes)          | IND Índia Leslie Claudius Keshav Dutt Walter D'Souza Lawrie Fernandes Ranganathan Francis Gerry Glacken Akhtar Hussain Patrick Jansen Amir Kumar Kishan Lal Leo Pinto Jaswant Singh Rajput Latif-ur-Rehman Reginald Rodrigues Balbir Singh Sr. Randhir Singh Gentle Grahanandan Singh K. D. Singh Trilochan Singh Maxie Vaz | GBR Grã-Bretanha Robert Adlard Norman Borrett David Brodie Ronald Davis William Griffiths Frederick Lindsay William Lindsay John Peake Frank Reynolds George Sime Michael Walford William White | NED Países Baixos André Boerstra Henk Bouwman Piet Bromberg Harry Derckx Han Drijver Dick Esser Roepie Kruize Jenne Langhout Dick Loggere Ton Richter Eddy Tiel Wim van Heel |
| Helsinque 1952 (detalhes)        | IND Índia Leslie Claudius Meldric Daluz Keshav Dutt Chinadorai Deshmutu Ranganathan Francis Raghbir Lal Govind Perumal Muniswamy Rajgopal Balbir Singh Dosanjh Randhir Singh Gentle Udham Singh Dharam Singh Grahanandan Singh K. D. Singh                                                                                  | NED Países Baixos Jules Ancion André Boerstra Harry Derckx Han Drijver Dick Esser Roepie Kruize Dick Loggere Lau Mulder Eddy Tiel Wim van Heel Leonard Wery | GBR Grã-Bretanha Denys Carnill John Cockett John Conroy Graham Dadds Derek Day Dennis Eagan Robin Fletcher Roger Midgley Richard Norris Neil Nugent Anthony Nunn Anthony John Robinson John Paskin Taylor |
| Melbourne 1956 (detalhes)        | IND Índia Leslie Claudius Ranganathan Francis Haripal Kaushik Amir Kumar Raghbir Lal Shankar Lakshman Govind Perumal Amit Singh Bakshi Raghbir Singh Bhola Balbir Singh Dosanjh Hardyal Singh Garchey Randhir Singh Gentle Balkishan Singh Grewal Gurdev Singh Kullar Udham Singh Kullar Bakshish Singh Charles Stephen     | PAK Paquistão Abdul Hameed Akhtar Hussain Munir Dar Ghulam Rasool Habibur Rehman Anwar Ahmed Khan Habib Ali Kiddie Latifur Rehman Manzoor Hussain Atif Qazi Musarrat Hussain Motiullah Naseer Bunda Noor Alam Zakir Hussain | EUA Equipe Alemã Unida Gunter Brennecke Hugo Budinger Werner Delmes Hugo Dollheiser Eberhard Ferstl Alfred Lücker Helmut Nonn Wolfgang Nonn Heinz Radzikowski Werner Rosenbaum Gunther Ullerich |
| Roma 1960 (detalhes)             | PAK Paquistão Hamid Abdul Rashid Abdul Waheed Abdul Ahmad Bashir Rasul Ghulam Anwar Khan Aslam Khursheed Habib Kiddi Hussain Manzoor Ahmed Mushtaq Ullah Mutti Ahmad Nasir Alam Noor | IND Índia Joseph Antic Leslie Claudius Jaman Lal Sharma Mohinder Lal Shankar Lakshman John Peter Govind Sawant Raghbir Singh Bhola Udham Singh Kullar Charanjit Singh Jaswant Singh Joginder Singh Prithipal Singh | ESP Espanha Pedro Amat Francisco Caballer Juan Calzado José Colomer Carlos Iglesias José Dinarés Eduardo Dualde Joaquín Dualde Rafael Egusquiza Ignacio Macaya Pedro Murúa Pedro Roig Luis Usoz Narciso Ventalló |
| Tóquio 1964 (detalhes)           | IND Índia Haripal Kaushik Mohinder Lal Shankar Lakshman Bandu Patil John Peter Ali Sayed Udham Singh Kullar Charanjit Singh Darshan Singh Dharam Singh Gurbux Singh Harbinder Singh Jagjit Singh Joginder Singh Prithipal Singh                                                                                             | PAK Paquistão Hamid Abdul Mohammad Asad Malik Munir Dar Mahmud Khalid Anwar Khan Nawaz Khizar Azam Khurshid Muhammad Manna Hussain Manzoor Rashid Muhammad Ullah Mutti Tariq Niazi Saeed Anwar Aziz Tariq Hayat Zafar Uddin Zaka                                                                                               | AUS Austrália Mervyn Crossman Paul Dearing Raymond Evans Brian Glencross Robin Hodder John McBryde Donald McWatters Patrick Nilan Eric Pearce Julian Pearce Desmond Piper Donald Smart Anthony Waters Graham Wood |
| Cidade do México 1968 (detalhes) | PAK Paquistão Abdul Rasheed Jahangir Butt Tanvir Dar Gulraiz Akhtar Khalid Mahmood Mohammad Asad Malik Mohammad Ashfaq Tariq Niazi Riaz Ahmad Riazuddin Saeed Anwar Tariq Aziz Zakir Hussain | AUS Austrália Paul Dearing Raymond Evans Brian Glencross Robert Haigh Donald Martin James Mason Patrick Nilan Eric Pearce Gordon Pearce Julian Pearce Desmond Piper Fred Quine Ronald Riley Donald Smart | IND Índia Rajendra Christy Krishnanurthy Perumal John Peter Inamur Rehaman Munir Sait Ajitpal Singh Balbir Singh (I) Balbir Singh (II) Balbir Singh (III) Gurbux Singh Harbinder Singh Harmik Singh Inder Singh Prithipal Singh Tarsem Singh |
| Munique 1972 (detalhes)          | FRG Alemanha Ocidental Wolfgang Baumgart Horst Drose Dieter Freise Werner Kaessmann Carsten Keller Detlef Kittstein Ulrich Klaes Peter Kraus Michael Krause Michael Peter Wolfgang Rott Fritz Schmidt Rainer Seifert Wolfgang Strodter Eckart Suhl Eduard Thelen Peter Trump Ulrich Vos                                     | PAK Paquistão Rashid Abdul Rasool Akhtar Ul Akhtar Jahangir Butt Ur Fazal Ud Islah Mohammad Asad Malik Shahnaz Muhammad Uz-Zaman Munawar Ahmad Riaz Saeed Anwar Saleem Sherwani Iftikar Syed Mudassar Syed Muhammad Zahid | IND Índia B. P. Govinda Cornelius Charles Manuel Frederick Michael Kindo Ashok Kumar M. P. Ganesh Krishnanurthy Perumal Ajitpal Singh Harbinder Singh Harcharan Singh Harmik Singh Kulwant Singh Mukhbain Singh Virinder Singh |
| Montreal 1976 (detalhes)         | NZL Nova Zelândia Paul Ackerley Jeff Archibald Arthur Borren Alan Chesney John Christensen Greg Dayman Tony Ineson Barry Maister Selwyn Maister Trevor Manning Alan McIntyre Neil McLeod Arthur Parkin Mohan Patel Ramesh Patel Les Wilson                                                                                  | AUS Austrália David Bell Greg Browning Ric Charlesworth Ian Cooke Barry Dancer Douglas Golder Robert Haigh Wayne Hammond Jim Irvine Stephen Marshall Malcolm Poole Robert Proctor Graeme Reid Ronald Riley Trevor Smith Terry Walsh                                                                                            | PAK Paquistão Rashid Abdul Rasool Akhtar Mahmood Arshad Arshad Chaudhry Khan Haneef Ud Islah Sami Khan Hassan Manzoor Hussain Manzoor Uz-Zaman Munawar Zia Qamar Nazim Salim Shahnaz Sheikh Saleem Sherwani Iftikar Syed Mudassar Syed |
| Moscou 1980 (detalhes)           | IND Índia Vasudevan Baskaran Bir Bhadur Chettri Sylvanus Dung Dung Merwyn Fernandes Zafar Iqbal Maharaj Krishan Kaushik Charanjit Kumar Sommayya Maneypande Allan Schofield Mohamed Shahid Davinder Singh Gurmail Singh Amarjit Singh Rana Rajinder Singh Ravinder Pal Singh Surinder Singh Sodhi                           | ESP Espanha Juan Amat Juan Arbós Jaime Arbós Javier Cabot Ricardo Cabot Miguel Chaves Juan Coghen Miguel de Paz Francisco Fábregas José García Rafael Garralda Santiago Malgosa Paulino Monsalve Juan Pellón Carlos Roca Jaime Zumalacárregui                                                                                  | URS União Soviética Sos Airapetian Minneula Azizov Valeri Belyakov Viktor Deputatov Aleksandr Goncharov Aleksandr Gusev Sergei Klevtsov Viacheslav Lampeev Aleksandr Miasnikov Mikhail Nichepurenko Leonid Pavlovski Sergei Pleshakov Vladimir Pleshakov Aleksandr Sychyov Oleg Zagorodnev Farit Zigangirov                                                                                              |
| Los Angeles 1984 (detalhes)      | PAK Paquistão Rashid Abdul Tauqeer Dar Ahmed Ishtiaq Ullah Kaleem Hameed Khalid Hanir Khan Shahid Ali Khan Hussain Manzoor Ayaz Mehmood Ghulam Moin Ud Din Ahmed Mushtaq Akhtar Naeem Ali Nasir Zia Qasim Hassan Sardar Saleem Sherwani                                                                                     | FRG Alemanha Ocidental Christian Bassemir Stefan Blöcher Dirk Brinkmann Heiner Dopp Carsten Fischer Tobias Frank Volker Fried Thomas Gunst Horst-Ulrich Hänel Karl-Joachim Hurter Andreas Keller Reinhard Krull Michael Peter Thomas Reck Ekkhard Schmidt-Opper Markku Slawyk                                                  | GBR Grã-Bretanha Paul Barber Stephen Batchelor Kulbir Bhaura Robert Cattrall Richard Dodds James Duthie Norman Hughes Sean Kerly Richard Leman Stephen Martin William McConnell Veryan Pappin Jon Potter Mark Precious Ian Taylor David Westcott |
| Seul 1988 (detalhes)             | GBR Grã-Bretanha Paul Barber Stephen Batchelor Kulbir Bhaura Robert Clift Richard Dodds David Faulkner Russell Garcia Martyn Grimley Sean Kerly Jimmy Kirkwood Richard Leman Stephen Martin Veryan Pappin Jon Potter Imran Sherwani Ian Taylor                                                                              | FRG Alemanha Ocidental Stefan Blöcher Dirk Brinkmann Thomas Brinkmann Heiner Dopp Hans-Henning Fastrich Carsten Fischer Tobias Frank Volker Fried Horst-Ulrich Hänel Michael Hilgers Andreas Keller Michael Metz Andreas Mollandin Thomas Reck Christian Schliemann Ekkhard Schmidt-Opper                                      | NED Países Baixos Marc Benninga Floris Jan Bovelander Jacques Brinkman Maurits Crucq Marc Delissen Cees Jan Diepeveen Patrick Faber Ronald Jansen Rene Klaassen Hendrik Kooijman Hidde Kruize Frank Leistra Erik Parlevliet Gert Schlatmann Tim Steens Taco van den Honert |
| Barcelona 1992 (detalhes)        | GER Alemanha Andreas Becker Christian Blunck Carsten Fischer Volker Fried Michael Hilgers Andreas Keller Michael Knauth Oliver Kurtz Christian Mayerhöfer Sven Meinhardt Michael Metz Klaus Michler Christopher Reitz Stefan Saliger Jan-Peter Tewes Stefan Tewes                                                           | AUS Austrália John Bestall Warren Birmingham Lee Bodimeade Ashley Carey Gregory Corbitt Stephen Davies Damon Diletti Lachlan Dreher Lachlan Elmer Dean Evans Paul Lewis Graham Reid Jay Stacy David Wansbrough Ken Wark Michael York                                                                                           | PAK Paquistão Saeed Anjum Hasan Farhat Khalid Bashir Muhammad Khawaja Mansoor Ahmed Asif Muhammad Ikhlaq Muhammad Mohammad Khalid Sr Qamar Muhammad Hussain Musaddaq Rana Mujahid Shahbaz Ahmed Muhammad Shahbaz Shahid Ali Khan Tahir Zaman Wasim Feroz |
| Atlanta 1996 (detalhes)          | NED Países Baixos Floris Jan Bovelander Jacques Brinkman Maurits Crucq Teun de Nooijer Marc Delissen Jeroen Delmee Ronald Jansen Erik Jazet Leo Gebbink Bram Lomans Taco van den Honert Tycho van Meer Wouter van Pelt Remco van Wijk Stephan Veen Guus Vogels                                                              | ESP Espanha Jaime Amat Pol Amat Javier Arnau Jordi Arnau Óscar Barrena Ignacio Cobos Juan Dinarés Juan Escarré Xavier Escudé Juantxo García-Mauriño Antonio González Ramón Jufresa Joaquín Malgosa Víctor Pujol Ramón Sala Pablo Usoz                                                                                          | AUS Austrália Stuart Carruthers Baeden Choppy Stephen Davies Damon Diletti Lachlan Dreher Lachlan Elmer Brendan Garard Paul Gaudoin Mark Hager Paul Lewis Grant Smith Matthew Smith Daniel Sproule Jay Stacy Ken Wark Michael York |
| Sydney 2000 (detalhes)           | NED Países Baixos Jacques Brinkman Jaap-Derk Buma Teun de Nooijer Jeroen Delmee Marten Eikelboom Piet-Hein Geeris Ronald Jansen Erik Jazet Bram Lomans Sander van der Weide Wouter van Pelt Diederik van Weel Remco van Wijk Stephan Veen Guus Vogels Peter Windt                                                           | KOR Coreia do Sul Han Hyung-bae Hwang Jong-hyun Jeon Hong-kwon Jeon Jong-ha Ji Seung-hwan Kang Keon-wook Kim Chel-hwan Kim Jung-chul Kim Kyung-seok Kim Yong-bae Kim Yoon Lim Jong-chun Lim Jung-woo Seo Jong-ho Song Seung-tae Yeo Woon-kon                                                                                   | AUS Austrália Michael Brennan Adam Commens Stephen Davies Damon Diletti Lachlan Dreher Jason Duff Troy Elder James Elmer Paul Gaudoin Stephen Holt Brent Livermore Daniel Sproule Jay Stacy Craig Victory Matthew Wells Michael York |
| Atenas 2004 (detalhes)           | AUS Austrália Michael Brennan Travis Brooks Dean Butler Liam de Young Jamie Dwyer Nathan Eglington Troy Elder Bevan George Robert Hammond Mark Hickman Mark Knowles Brent Livermore Michael McCann Stephen Mowlam Grant Schubert Matthew Wells                                                                              | NED Países Baixos Matthijs Brouwer Ronald Brouwer Teun de Nooijer Jeroen Delmee Geert-Jan Derikx Rob Derikx Marten Eikelboom Floris Evers Erik Jazet Karel Klaver Jesse Mahieu Rob Reckers Taeke Taekema Sander van der Weide Klaas Veering Guus Vogels                                                                        | GER Alemanha Clemens Arnold Christoph Bechmann Sebastian Biederlack Philipp Crone Eike Duckwitz Christoph Eimer Björn Emmerling Florian Kunz Björn Michel Sascha Reinelt Justus Scharowsky Christian Schulte Tibor Weißenborn Timo Weß Matthias Witthaus Christopher Zeller |
| Pequim 2008 (detalhes)           | GER Alemanha Philip Witte Maximilian Müller Sebastian Biederlack Carlos Nevado Moritz Fürste Jan-Marco Montag Tobias Hauke Tibor Weißenborn Benjamin Weß Niklas Meinert Timo Weß Oliver Korn Christopher Zeller Max Weinhold Matthias Witthaus Florian Keller Philipp Zeller                                                | ESP Espanha Francisco Cortés Santiago Freixa Francisco Fábregas Víctor Sojo Alex Fàbregas Pol Amat Eduard Tubau Roc Oliva Juan Fernández Ramón Alegre Xavier Ribas Albert Sala Rodrigo Garza Sergi Enrique Eduard Arbós David Alegre                                                                                           | AUS Austrália Jamie Dwyer Liam de Young Rob Hammond Mark Knowles Eddie Ockenden David Guest Luke Doerner Grant Schubert Bevan George Andrew Smith Stephen Lambert Eli Matheson Matthew Wells Travis Brooks Kiel Brown Fergus Kavanagh Des Abbott |
| Londres 2012 (detalhes)          | GER Alemanha Maximilian Müller Martin Haner Oskar Deecke Christopher Wesley Moritz Fürste Tobias Hauke Jan-Philipp Rabente Benjamin Weß Timo Weß Oliver Korn Christopher Zeller Max Weinhold Matthias Witthaus Florian Fuchs Philipp Zeller Thilo Stralkowski                                                               | NED Países Baixos Jaap Stockmann Klaas Vermeulen Marcel Balkestein Wouter Jolie Roderick Weusthof Robbert Kemperman Teun de Nooijer Sander Baart Floris Evers Bob de Voogd Sander de Wijn Rogier Hofman Robert van der Horst Billy Bakker Valentin Verga Mink van der Weerden                                                  | AUS Austrália Mark Knowles Jamie Dwyer Liam de Young Simon Orchard Glenn Turner Chris Ciriello Matthew Butturini Russell Ford Eddie Ockenden Joel Carroll Matthew Gohdes Tim Deavin Matthew Swann Nathan Burgers Kieran Govers Fergus Kavanagh |
| Rio 2016 (detalhes)              | ARG Argentina Juan Manuel Vivaldi Gonzalo Peillat Juan Ignacio Gilardi Pedro Ibarra Facundo Callioni Lucas Rey Matías Paredes Joaquín Menini Lucas Vila Luca Masso Ignacio Ortiz Juan Martín López Juan Manuel Saladino Isidoro Ibarra Matías Rey Manuel Brunet Agustín Mazzilli Lucas Rossi                                | BEL Bélgica Arthur Van Doren John-John Dohmen Florent van Aubel Sébastien Dockier Cédric Charlier Gauthier Boccard Emmanuel Stockbroekx Thomas Briels Félix Denayer Vincent Vanasch Simon Gougnard Loïck Luypaert Tom Boon Jérôme Truyens Elliot Van Strydonck Tanguy Cosyns                                                   | GER Alemanha Nicolas Jacobi Mathias Müller Linus Butt Martin Häner Moritz Trompertz Mats Grambusch Christopher Wesley Timm Herzbruch Tobias Hauke Tom Grambusch Christopher Rühr Martin Zwicker Moritz Fürste Florian Fuchs Timur Oruz Niklas Wellen |
| Tóquio 2020 (detalhes)           | BEL Bélgica Arthur Van Doren John-John Dohmen Florent Van Aubel Sébastien Dockier Cédric Charlier Gauthier Boccard Nicolas De Kerpel Augustin Meurmans Alexander Hendrickx Thomas Briels Félix Denayer Vincent Vanasch Simon Gougnard Arthur De Sloover Antoine Kina Loïck Luypaert Victor Wegnez Tom Boon                  | AUS Austrália Lachlan Sharp Tom Craig Tom Wickham Matt Dawson Joshua Beltz Eddie Ockenden Jacob Whetton Blake Govers Dylan Martin Joshua Simmonds Tim Howard Aran Zalewski Flynn Ogilvie Daniel Beale Trent Mitton Tim Brand Andrew Charter Jeremy Hayward                                                                     | IND Índia Dilpreet Singh Rupinder Pal Singh Surender Kumar Manpreet Singh Hardik Singh Gurjant Singh Simranjeet Singh Mandeep Singh Harmanpreet Singh Lalit Upadhyay P. R. Sreejesh Sumit Walmiki Nilakanta Sharma Shamsher Singh Varun Kumar Birendra Lakra Amit Rohidas Vivek Prasad |
| Paris 2024 (detalhes)            | NED Países Baixos Jip Janssen Lars Balk Jonas de Geus Thijs van Dam Thierry Brinkman Seve van Ass Jorrit Croon Justen Blok Derck de Vilder Floris Wortelboer Tjep Hoedemakers Koen Bijen Joep de Mol Steijn van Heijningen Pirmin Blaak Tijmen Reyenga Duco Telgenkamp Floris Middendorp                                    | GER Alemanha Mathias Müller Mats Grambusch Lukas Windfeder Niklas Wellen Johannes Große Thies Prinz Paul-Philipp Kaufmann Teo Hinrichs Tom Grambusch Gonzalo Peillat Christopher Rühr Justus Weigand Marco Miltkau Martin Zwicker Hannes Müller Malte Hellwig Moritz Ludwig Jean Danneberg                                     | IND Índia Jarmanpreet Singh Abhishek Nain Manpreet Singh Hardik Singh Gurjant Singh Sanjay Rana Mandeep Singh Harmanpreet Singh Lalit Upadhyay P. R. Sreejesh Sumit Walmiki Shamsher Singh Raj Kumar Pal Amit Rohidas Vivek Prasad Sukhjeet Singh |

## Feminino

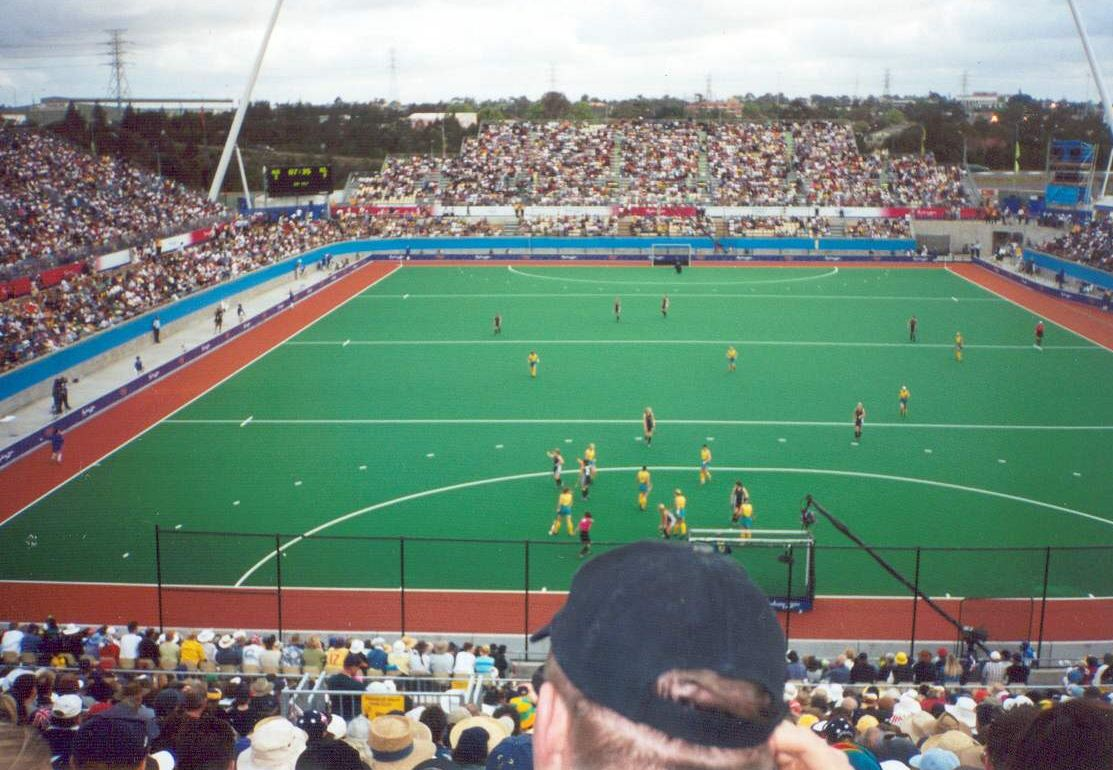
Partida entre Austrália e Países Baixos nos Jogos de 2000.

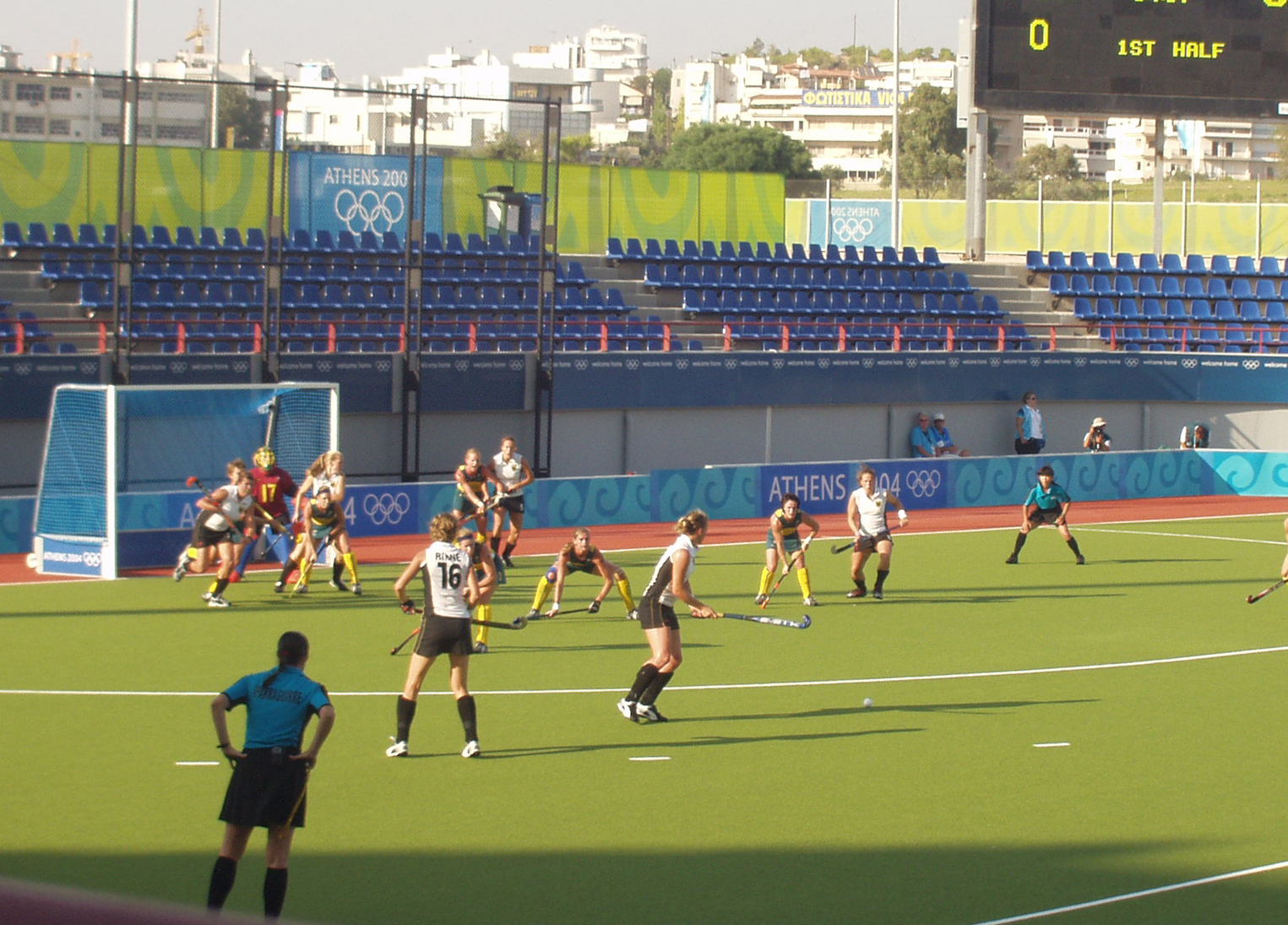
Partida entre Austrália e Alemanha nos Jogos de 2004.

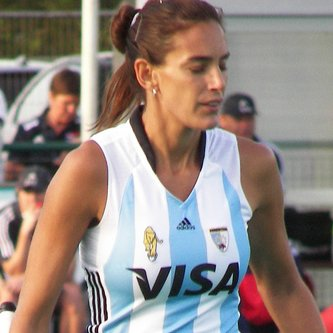
Luciana Aymar, quatro vezes medalhista em Jogos Olímpicos.

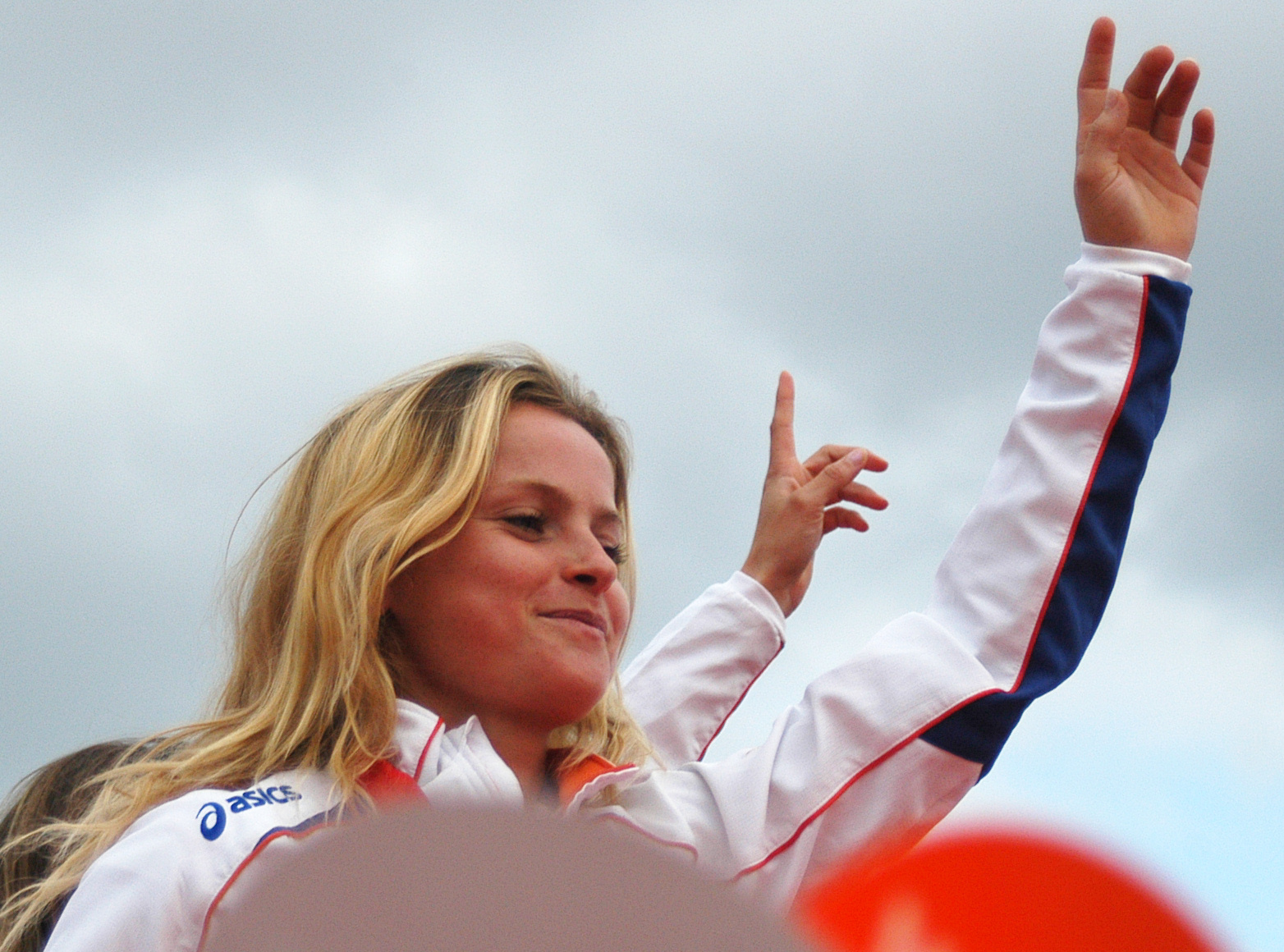
Fatima Moreira de Melo, integrante da equipe neerlandesa campeã em 2008 e dona de outras duas medalhas olímpicas.

| Evento                      | Ouro | Prata | Bronze |
| --------------------------- | --- | --- | --- |
| Moscou 1980 (detalhes)      | ZIM Zimbabwe Arlene Boxhall Elizabeth Chase Sandra Chick Gillian Cowley Patricia Davies Sarah English Maureen George Ann Grant Susan Huggett Patricia McKillop Brenda Phillips Christine Prinsloo Sonia Robertson Anthea Stewart Helen Volk Linda Watson                            | TCH Checoslováquia Milada Blazková Jirina Cermáková Jirina Hájková Berta Hrubá Ida Hubácková Jirina Kadlecová Jarmila Králícková Jirina Krízová Alena Kyselicová Jana Lahodová Kveta Petrícková Viera Podhányiová Iveta Sránková Marie Sykorová Marta Urbanová Lenka Vymazalová                                                         | URS União Soviética Liailia Akhmerova Natalia Buzunova Natalia Bykova Tatiana Embakhtova Nadezhda Filippova Liudmila Frolova Lidia Glubokova Nelli Gorbatkova Elena Guryeva Galina Inzhuvatova Alina Kham Natella Krasnikova Nadezhda Ovechkina Tatiana Shvyganova Galina Viuzhanina Valentina Zazdravnykh |
| Los Angeles 1984 (detalhes) | NED Países Baixos Carina Benninga Fieke Boekhorst Marjolein Eijsvogel Det de Beus Irene Hendriks Elsemiek Hillen Sandra Le Poole Anneloes Nieuwenhuizen Martine Ohr Alette Pos Lisette Sevens Marieke van Doorn Aletta van Manen Sophie von Weiler Laurien Willemse Margriet Zegers | FRG Alemanha Ocidental Gabriele Appel Dagmar Breiken Beate Deininger Elke Drull Birgit Hagen Birgit Hahn Martina Koch Sigrid Landgraf Corinna Lingnau Christina Moser Patricia Ott Hella Roth Gabriele Schley Susanne Schmid Ursula Thielemann Andrea Weiermann-Lietz                                                                   | USA Estados Unidos Beth Anders Beth Beglin Regina Buggy Gwen Cheeseman Sheryl Johnson Christine Larson-Mason Kathleen McGahey Anita Miller Leslie Milne Charlene Morett Diane Moyer Marcella Place Karen Shelton Brenda Stauffer Julie Staver Judy Strong                                                  |
| Seul 1988 (detalhes)        | AUS Austrália Tracey Belbin Deborah Bowman Lee Capes Michelle Capes Sally Carbon Elsbeth Clement Loretta Dorman Maree Fish Rechelle Hawkes Lorraine Hillas Kathleen Partridge Sharon Patmore Jacqueline Pereira Alexandra Pisani Kim Small Liane Tooth                              | KOR Coreia do Sul Chang Eun-jung Cho Ki-hyang Choi Choon-ok Chung Eun-kyung Chung Sang-hyun Han Gum-shil Han Ok-kyung Hwang Keum-sook Jin Won-sim Kim Mi-sun Kim Soon-duk Kim Young-sook Lim Kye-sook Park Soon-ja Seo Hyo-sun Seo Kwang-mi                                                                                             | NED Países Baixos Willemien Aardenburg Carina Benninga Marjolein Eijsvogel Yvonne Buter Det de Beus Annemieke Fokke Noor Holsboer Helen van der Ben Lisanne Lejeune Anneloes Nieuwenhuizen Martine Ohr Marieke van Doorn Aletta van Manen Sophie von Weiler Laurien Willemse Ingrid Wolff                  |
| Barcelona 1992 (detalhes)   | ESP Espanha María Carmen Barea Sonia Barrio Mercedes Coghen Celia Corres Natalia Dorado Nagore Gabellanes Marívi González Anna Maiques Silvia Manrique Elisabeth Maragall María Isabel Martínez Teresa Motos Nuria Olivé Virginia Ramírez María Ángeles Rodríguez Maider Tellería   | GER Alemanha Britta Becker Tanja Dickenscheid Nadine Ernsting-Krienke Christine Ferneck Eva Hagenbäumer Franziska Hentschel Caren Jungjohann Katrin Kauschke Irina Kuhnt Heike Lätzsch Susanne Müller Tina Peters Simone Thomaschinski Bianca Weiß Anke Wild Susie Wollschläger                                                         | GBR Grã-Bretanha Jill Atkins Lisa Bayliss Karen Brown Vickey Dixon Susan Fraser Wendy Fraser Kathryn Johnson Sandy Lister Jackie McWilliams Tammy Miller Helen Morgan Mary Nevill Mandy Nicholls Alison Ramsay Jane Sixsmith Joanne Thompson                                                               |
| Atlanta 1996 (detalhes)     | AUS Austrália Michelle Andrews Alyson Annan Louise Dobson Renita Farrell Juliet Haslam Rechelle Hawkes Clover Maitland Karen Marsden Jenny Morris Jackie Pereira Nova Peris-Kneebone Katrina Powell Lisa Powell Danni Roche Kate Starre Liane Tooth                                 | KOR Coreia do Sul Chang Eun-jung Cho Eun-jung Choi Eun-kyung Choi Mi-soon Jeon Young-sun Jin Deok-san Kim Myung-ok Kown Soo-hyun Kwon Chang-sook Lee Eun-kyung Lee Eun-young Lee Ji-young Lim Jeong-sook Oh Seung-shin Woo Hyun-jung You Jae-sook                                                                                       | NED Países Baixos Stella de Heij Wietske de Ruiter Mijntje Donners Willemijn Duyster Noor Holsboer Nicole Koolen Ellen Kuipers Jeannette Lewin Suzanne Plesman Florentine Steenberghe Margje Teeuwen Carole Thate Jacqueline Toxopeus Fleur van de Kieft Dillianne van den Boogaard Suzan van der Wielen   |
| Sydney 2000 (detalhes)      | AUS Austrália Kate Allen Alyson Annan Lisa Carruthers Renita Farrell Juliet Haslam Rechelle Hawkes Nikki Hudson Rachel Imison Clover Maitland Claire Mitchell-Taverner Jenny Morris Alison Peek Katrina Powell Angie Skirving Kate Starre Julie Towers                              | ARG Argentina Magdalena Aicega Mariela Antoniska Inés Arrondo Luciana Aymar María Paz Ferrari Anabel Gambero Soledad García María de la Paz Hernández Laura Maiztegui Mercedes Margalot Karina Masotta Vanina Oneto Jorgelina Rimoldi Cecilia Rognoni Ayelén Stepnik Paola Vukojicic                                                    | NED Países Baixos Minke Booij Ageeth Boomgaardt Julie Deiters Mijntje Donners Fatima Moreira de Melo Clarinda Sinnige Hanneke Smabers Minke Smabers Margje Teeuwen Carole Thate Daphne Touw Fleur van de Kieft Dillianne van den Boogaard Macha van der Vaart Suzan van der Wielen Myrna Veenstra          |
| Atenas 2004 (detalhes)      | GER Alemanha Tina Bachmann Caroline Casaretto Nadine Ernsting-Krienke Franziska Gude Mandy Haase Natascha Keller Denise Klecker Anke Kühn Heike Lätzsch Badri Latif Sonja Lehmann Silke Müller Fanny Rinne Marion Rodewald Louisa Walter Julia Zwehl                                | NED Países Baixos Minke Booij Chantal de Bruijn Lisanne de Roever Mijntje Donners Sylvia Karres Fatima Moreira de Melo Eefke Mulder Maartje Scheepstra Janneke Schopman Clarinda Sinnige Minke Smabers Jiske Snoeks Macha van der Vaart Miek van Geenhuizen Lieve van Kessel                                                            | ARG Argentina Magdalena Aicega Mariela Antoniska Inés Arrondo Luciana Aymar Claudia Burkart Marina Di Giácomo Soledad García Mariana González Alejandra Gulla María de la Paz Hernández Mercedes Margalot Vanina Oneto Cecilia Rognoni Mariné Russo Ayelén Stepnik Paola Vukojicic                         |
| Pequim 2008 (detalhes)      | NED Países Baixos Maartje Goderie Maartje Paumen Naomi van As Minke Smabers Marilyn Agliotti Minke Booij Wieke Dijkstra Sophie Polkamp Ellen Hoog Lidewij Welten Lisanne de Roever Miek van Geenhuizen Eva de Goede Janneke Schopman Eefke Mulder Fatima Moreira de Melo            | CHN China Ren Ye Zhang Yimeng Gao Lihua Chen Qiuqi Zhao Yudiao Li Hongxia Cheng Hui Tang Chunling Zhou Wanfeng Ma Yibo Fu Baorong Pan Fengzhen Huang Junxia Song Qungling Li Shuang Chen Zhaoxia | ARG Argentina Paola Vukojicic Belén Succi Magdalena Aicega Mercedes Margalot Mariana Rossi Noel Barrionuevo Gisele Kañevsky Claudia Burkart Luciana Aymar Mariné Russo Mariana González Oliva Soledad García Alejandra Gulla María de la Paz Hernández Carla Rebecchi Rosario Luchetti                     |
| Londres 2012 (detalhes)     | NED Países Baixos Kitty van Male Carlien Dirkse van den Heuvel Kelly Jonker Maartje Goderie Lidewij Welten Maartje Paumen Naomi van As Ellen Hoog Sophie Polkamp Joyce Sombroek Kim Lammers Eva de Goede Marilyn Agliotti Merel de Blaeij Margot van Geffen Caia van Maasakker      | ARG Argentina Laura del Colle Rosario Luchetti Macarena Rodríguez Luciana Aymar Carla Rebecchi Delfina Merino Martina Cavallero Florencia Habif Rocío Sánchez Moccia Daniela Sruoga Sofía Maccari Mariela Scarone Silvina D'Elía Noel Barrionuevo Josefina Sruoga Florencia Mutio                                                       | GBR Grã-Bretanha Beth Storry Emile Maguire Laura Unsworth Crista Cullen Hannah MacLeod Anne Panter Helen Richardson Kate Walsh Chloe Rogers Laura Bartlett Alex Danson Georgie Twigg Ashleigh Ball Sally Walton Nicola White Sarah Thomas                                                                  |
| Rio 2016 (detalhes)         | GBR Grã-Bretanha Maddie Hinch Laura Unsworth Crista Cullen Hannah Macleod Georgie Twigg Helen Richardson-Walsh Susannah Townsend Kate Richardson-Walsh Sam Quek Alex Danson Giselle Ansley Sophie Bray Hollie Webb Shona McCallin Lily Owsley Nicola White                          | NED Países Baixos Joyce Sombroek Xan de Waard Kitty van Male Laurien Leurink Willemijn Bos Marloes Keetels Carlien Dirkse van den Heuvel Kelly Jonker Maria Verschoor Lidewij Welten Caia van Maasakker Maartje Paumen Naomi van As Ellen Hoog Margot van Geffen Eva de Goede                                                           | GER Alemanha Nike Lorenz Selin Oruz Anne Schröder Lisa Schütze Charlotte Stapenhorst Katharina Otte Janne Müller-Wieland Hannah Krüger Jana Teschke Lisa Altenburg Franzisca Hauke Cécile Pieper Marie Mävers Annika Sprink Julia Müller Pia-Sophie Oldhafer Kristina Reynolds                             |
| Tóquio 2020 (detalhes)      | NED Países Baixos Sanne Koolen Malou Pheninckx Laurien Leurink Xan de Waard Marloes Keetels Felice Albers Maria Verschoor Lidewij Welten Caia van Maasakker Frédérique Matla Pien Sanders Laura Nunnink Lauren Stam Josine Koning Margot van Geffen Eva de Goede                    | ARG Argentina Belén Succi Sofía Toccalino Agustina Gorzelany Valentina Raposo Agostina Alonso Agustina Albertario María José Granatto Delfina Merino Rocío Sánchez Moccia Victoria Sauze Victoria Granatto Eugenia Trinchinetti Micaela Retegui Emilia Forcherio Sofía Maccari Noel Barrionuevo Julieta Jankunas Valentina Costa Biondi | GBR Grã-Bretanha Maddie Hinch Laura Unsworth Anna Toman Hannah Martin Sarah Jones Susannah Townsend Sarah Robertson Ellie Rayer Isabelle Petter Leah Wilkinson Giselle Ansley Hollie Pearne-Webb Fiona Crackles Shona McCallin Lily Owsley Grace Balsdon                                                   |
| Paris 2024 (detalhes)       | NED Países Baixos Anne Veenendaal Luna Fokke Freeke Moes Lisa Post Xan de Waard Yibbi Jansen Renée van Laarhoven Felice Albers Maria Verschoor Sanne Koolen Frédérique Matla Joosje Burg Marleen Jochems Pien Sanders Marijn Veen Laura Nunnink Pien Dicke                          | CHN China Ye Jiao Gu Bingfeng Yang Liu Zhang Ying Chen Yi Ma Ning Li Hong Ou Zixia Dan Wen Zou Meirong He Jiangxin Fan Yunxia Chen Yang Xu Wenyu Zhong Jiaqi Tan Jinzhuang Yu Anhu | ARG Argentina Sofía Toccalino Agustina Gorzelany Valentina Raposo Agostina Alonso Agustina Albertario María José Granatto Cristina Cosentino Rocío Sánchez Moccia Victoria Sauze Sofía Cairó Eugenia Trinchinetti Lara Casas Juana Castellaro Pilar Campoy Julieta Jankunas Zoe Díaz                       |